# Замятнин, Дмитрий Николаевич
Дмитрий Николаевич Замятнин (31 января [12 февраля] 1805, Нижегородская губерния — 19 [31] октября 1881, Санкт-Петербург) — русский государственный деятель, сенатор, член Государственного совета, министр юстиции в 1862—1867 годах. Известен в первую очередь как идейный и фактический руководитель судебной реформы Александра II.

## Биография
Происходил из дворян Нижегородской губернии Замятниных. Родился 31 января (12 февраля) 1805 года в имении Пашигорево Горбатовского уезда Нижегородской губернии. 
Первоначально обучался в Благородном пансионе, с 1817 года — в Царскосельском лицее, который в 1823 году окончил с серебряной медалью. Был привлечён М. М. Сперанским в комиссию по составлению законов, после закрытия которой 4 апреля 1825 года перешёл во вновь учреждённую Собственную Его Императорского Величества канцелярию — с 1826 года служил в её 2-м отделении; участвовал в подготовке 1-го издания Свода законов (опубликован в 1832), разработал положение о Департаменте духовных дел иностранных исповеданий Министерства внутренних дел.
Был пожалован: 10 февраля 1837 года в звание камергера Двора, 16 декабря 1839 года чином действительного статского советника.
С 30 декабря 1840 года был назначен герольдмейстером. Назначение это имело особое значение в виду обнаруженных крупных злоупотреблений и взяточничества в департаменте Герольдии и требовало проведения реформы делопроизводства в нём. Замятниным была проведена ревизия архива Герольдии.
С 30 мая 1848 года он стал членом Консультации при министерстве юстиции, а в 1849 году был назначен исправляющим должность обер-прокурора 2-го департамента Сената. После того как в 1851 году он произвёл ревизию судебных мест в Витебской губернии, 19 июля 1852 года был утверждён в должности обер-прокурора; 26 июля 1852 года произведён в чин тайного советника и назначен сенатором.
С 9 мая 1858 года был назначен исполнять обязанности товарища министра юстиции, утверждён в должности 3 ноября того же года; с 22 мая того же года был членом Совета Патриотического института и Елизаветинского училища.
После отставки министра юстиции графа Панина, 21 октября 1862 года Д. Н. Замятнин был назначен управляющим министерством юстиции, а 1 января 1864 года утверждён в должности министра юстиции и генерал-прокурора; 27 марта 1866 года произведён в чин действительного тайного советника; 2 мая 1866 года стал членом Главного Совета женских учебных заведений.
Возглавляя министерство юстиции, Замятнин проявил себя как один из наиболее активных деятелей судебной реформы Александра II. Ревностным помощником его в этом деле стал его заместитель, Н. И. Стояновский.
В качестве генерал-прокурора Замятнин контролировал расследование многих политических дел. Сам поддерживал обвинение по делу Д. В. Каракозова, стрелявшего в императора 4 апреля 1866 года.

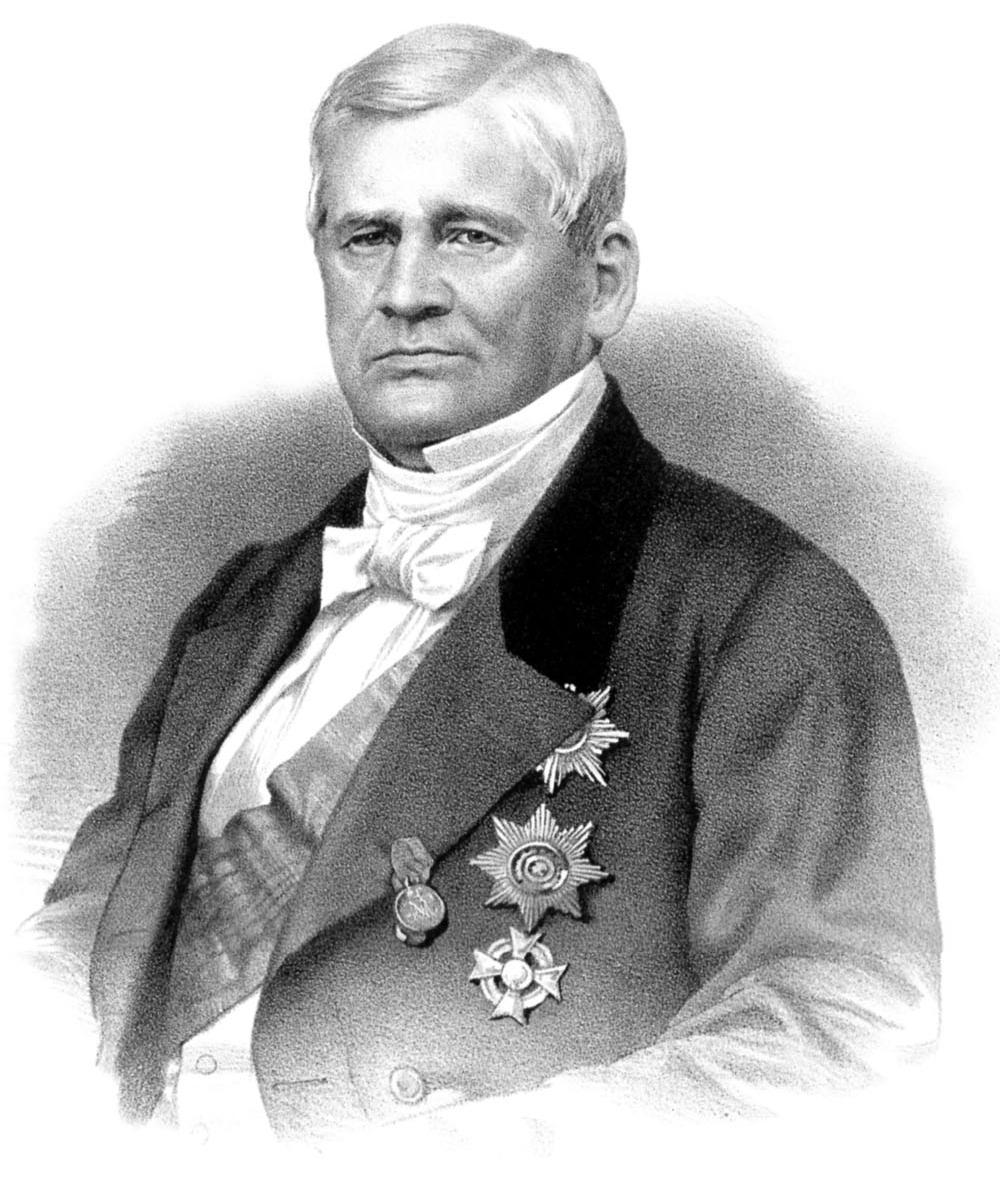
Д. Н. Замятнин

Освобождён от должности министра юстиции и генерал-прокурора 16 апреля 1867 года в связи с назначением членом Государственного совета. C 1873 года был действительным членом Императорского человеколюбивого общества, с 1874 года — почётным опекуном Опекунского совета. В 1881 году он стал председателем департамента гражданских и духовных дел Государственного совета. Выдающийся юрист А. Ф. Кони заметил:
«Дмитрию Николаевичу Замятнину выпало на долю участвовать в возникновении Судебных Уставов, вводить судебную реформу в петербургском и московском округах и быть первым министром юстиции преобразованного судебного строя России. Он выполнил эту ответственную, трудную и высокую роль с прямодушным усердием, ставившим на первый план жизненные интересы правосудия и благо родины. Не шумный и показной, но искренний и надёжный друг пересоздания нашего внутреннего быта, начатого упразднением крепостного права, Замятнин приложил свою трудовую силу и своё разумение к тому, чтобы второй шаг на этом пути — устройство суда на новых началах — совершился успешно и твёрдо. Его не всегда видная, подчас стеснённая бюрократическими условиями служебного положения и лишённая яркой личной окраски, деятельность была, однако, существенно необходима для упрочения нового дела. Поэтому его имя должно по праву занять почётное место в ряду имён главнейших деятелей судебного преобразования».

Скончался скоропостижно («после обеда сел в кресло и уснул беспробудно») 19 (31) октября 1881 года. Похоронен на Никольском кладбище Александро-Невской Лавры.

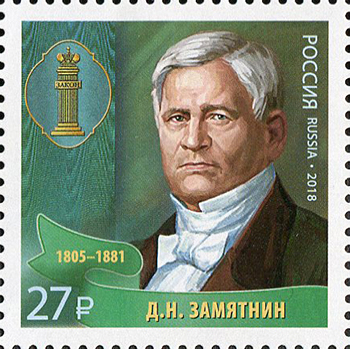
Почтовая марка 2018 год

## Награды
- Орден Святой Анны 3-й степени (01.07.1827)
- Орден Святого Владимира 4-й степени (19.01.1828)
- Орден Святой Анны 2-й степени (28.01.1830)
- Императорская корона к ордену Святой Анны 2-й степени (29.01.1833)
- Орден Святого Владимира 3-й степени (21.04.1835)
- орден Святого Станислава 1-й степени (30.12.1842)
- Орден Святой Анны 1-й степени (01.01.1845)
- Орден Святого Владимира 2-й степени (18.01.1851)
- Орден Белого орла (01.01.1857)
- Орден Святого Александра Невского (08.09.1859)
- Бриллиантовые знаки к ордену Святого Александра Невского (16.04.1867)
- Табакерка с алмазами и портретом императора Александра II (17.04.1868)
- Орден Святого Владимира 1-й степени (01.01.1877)
- Знак отличия беспорочной службы за XL лет (22.08.1865)

## Публикации
- Краткий очерк деятельности новых судебных установлений. Всеподаннейший доклад 25.12.1866 г. — СПб., 1866.
- Речь, произнесённая господином министром юстиции 17 апреля 1866 года, при открытии Санкт-Петербургских судебных установлений. — СПб., 1866.
- Обвинительная речь, произнесенная министром юстиции в заседании Верховного уголовного суда 21-го сентября 1866 года: дело Каракозова. — 40 с.

## Семья

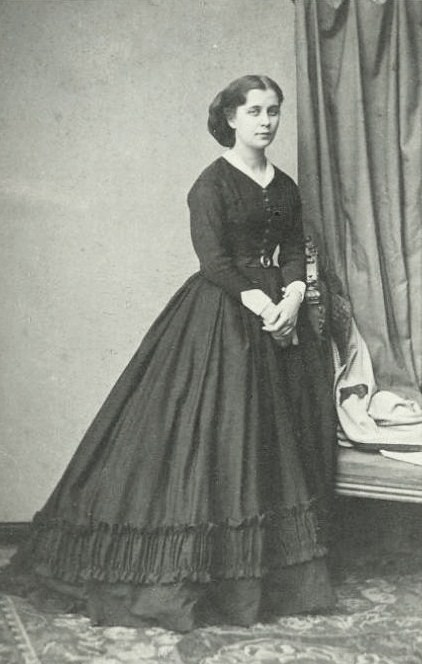
Варвара Замятнина, дочь

Жена (с 11 июля 1838 года) — Екатерина Сергеевна, урожд. Неклюдова (05.09.1812—05.03.1886), фрейлина двора, дочь мирового судьи С. П. Неклюдова и внучка сенатора И. А. Нарышкина. Крещена 14 сентября 1812 года в Владимирском соборе при восприемстве барона Г. А. Строганова и тетки Е. П. Голенищевой-Кутузовой. По словам современников, «г-жа Замятнина была красивая, очень умная и весьма честолюбивая женщина, она имела все качества составляющие то, что французы называют — «Une maitresse femme» (бой-бабы). Муж же её был олицетворением спокойного, скромного, честнейшего и милейшего человека, не знавшего никаких других интересов в жизни, кроме заботы о честной и спокойной жизни». В 1856—1864 года состояла начальницей Николаевского сиротского  института и Александровского сиротского дома в Петербурге. Проживала с семьей в доме на Гагаринской набережной, унаследованном от отца. Скончалась на курорте Меррекюль в Эстляндской губернии. Дети Замятниных: 
- Сергей (05.04.1839—17.08.1868), камер-юнкер, умер в Канштадте, близ Штутгарта; похоронен в Петербурге, на Никольском кладбище.
- Варвара (18.12.1840[9]—29.11.1894), крещена 12 января 1841 года в Сергиевском соборе при восприемстве П. А. Тучкова и бабушки В. И. Неклюдовой; первым браком была замужем за калужским губернатором В. Н. Спасским (1824—1877); во втором — за князем Дмитрием Владимировичем Друцким-Соколинским (1836—1902). Оба брака бездетны.
- Екатерина (1842—1922), замужем (с 11 июля 1865 года) за А. Н. Куломзиным, впоследствии председателем Государственного совета.
- Ольга (1846—после 1897), фрейлина, состояла попечительницей Мариинского женского училища, Царскосельского женского ремесленного приюта и Приюта для грудных и малолетних детей имени Д. Н. Замятнина.
- Анна (1851—1934), первая жена и активная помощница князя В. Н. Тенишева, основателя Тенишевского коммерческого училища. Позднее брак был расторгнут.